# 히에라폴리스의 파피아스

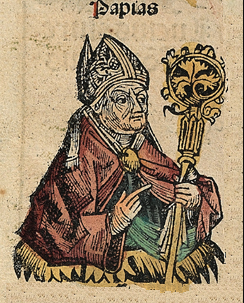

히에라폴리스의 파피아스 (Papias of Hierapolis, Παπίας, 60년경 - 163년)는 그리스의 속사도였으며 히에라폴리스의 주교였다. 그는 5권으로 된 "주님의 말씀 강해" (Exposition of the Sayings of the Lord, Λογίων Κυριακῶν Ἐξήγησις다)라는 책을 썼다.
이레니우스(180)와 에우세비우스(320)의 작품에서 짧게 인용되었는데 현재는 부분적으로 소실된 이 작품은 기독교 구전 복음에 관한 매우 중요한 문헌이며 또한 복음서의 기원에 관하여 특별이 매우 중요한 문헌이다.

## 생활
파피아스의 생애에 대해서는 거의 알려져있지 않지만 그의 작품들로부터 추론된다. 파피아스는 오래된 사람으로 요한에게 들은자요 폴리카르포스의 동료라고 폴리캅의 제자 이레니우스는 설명한다.
에우세비오는 추가적으로 말하기를 파피아스는 안티오키아의 이냐시오 시대에 헤에라폴리스의 주교였다고 한다. 그를 이어서 헤이라폴리스의 아버키우스가 감독직을 승계하였다. 파피아스는 지역에서 흔한 이름이었는데 아마도 그가 이 지역의 출신인 것으로 추정된다.

## 생애 작품
- Holmes, Michael W. (2006). 《The Apostolic Fathers in English》. ISBN 0801031087.
- Dennis R. MacDonald, Two Shipwrecked Gospels. The Logoi of Jesus and Papias's Exposition of Logia about the Lord, Leiden, Brill, 2012.
- Monte A. Shanks, Papias and the New Testament, Eugene (OR), Pickwick Publications, 2013 (with the annotated English translation of the fragments, pp. 105-260).